# Edgerton (Minnesota)
Edgerton – miasto w Stanach Zjednoczonych, w stanie Minnesota, w hrabstwie Pipestone.